# USS Bainbridge (DD-1)
Pour les autres navires du même nom, voir USS Bainbridge.
Le destroyer USS Bainbridge est le second navire de l'US Navy à porter le nom du commodore William Bainbridge. Il était le navire de tête de sa classe : la classe Bainbridge.

## Construction
Le navire fut lancé le 27 août 1901 par la Neafie and Levy Ship and Engine Building Company de Kensington, parrainé par Bertram Greene, l'arrière-petite-fille du commodore Bainbridge. Il fut placé dans le service actif le 24 novembre 1902 à Philadelphie, sous le commandant du lieutenant George Washington Williams puis remorqué à Norfolk, il y fut officiellement placé dans le service le 12 février 1903.

## Service avant la Première Guerre mondiale
Le Bainbridge quitta Key West le 23 décembre, passa par le canal de Suez et arriva aux Philippines à Cavite le 14 avril 1904. Entre 1904 et 1917, il servit dans la première flottille de torpilleurs de l'Asiatic Fleet; à l'exception de deux brèves périodes (17 janvier 1907-24 avril 1908 et 24 avril 1912-avril 1913) durant lesquelles il dut être retiré du service.

## Première Guerre mondiale
Le premier août, il quitta Cavite pour gagner Port-Saïd, en Égypte, où il fut intégré à la seconde Patrol Force le 25 septembre. Le Bainbdrige servit durant la Première Guerre mondiale comme navire d'escorte de convois jusqu'au 18 juillet 1918, date de son départ pour les États-Unis. Il arriva à Charleston le 3 août et participa, avec la flotte à laquelle il était rattaché, à des exercices côtiers avant d'être retiré du service le 3 juillet 1919 à Philadelphie. Il fut vendu pour 10 855 dollars le 3 janvier 1920 et envoyé à la ferraille.

## Commandants
Le Bainbridge totalisa 15 commandants différents dont le futur amiral Raymond Spruance.
| Période                         | Grade                    | Nom                         |
| ------------------------------- | ------------------------ | --------------------------- |
| 24 novembre 1902 - 1904         | Lieutenant               | George Washington Williams  |
| 1904 - 1905                     | Lieutenant               | Walter Roswell Sexton       |
| 1905 - 17 janvier 1907          | Lieutenant               | Clark Howell Woodward       |
| 2 avril 1908 - 29 novembre 1908 | Ensign                   | Joseph Vance Ogan           |
| 29 novembre 1908 - 6 mai 1909   | Ensign                   | Chandler Kendall Jones      |
| 6 mai 1909 - 4 avril 1910       | Ensign                   | Lloyd Woolsey Townsend      |
| 4 avril 1910 - 1911             | Ensign                   | Edmund Spence Root          |
| 1911 - 1912                     | Ensign                   | Haller Bel                  |
| 1913 - avril 1913               | Ensign                   | Charles Johnes Moore        |
| mai 1913 - mai 1914             | Lieutenant               | Raymond Ames Spruance       |
| mai 1914 - 1915                 | Lieutenant, Junior Grade | Ralph Glover Haxton         |
| 1915 - 1916                     | Lieutenant, Junior Grade | Arthur Alton Garcelon, Jr.  |
| 1916 - 31 janvier 1918          | Lieutenant               | Thaddeus Austin Thomson Jr. |
| 1er février 1918 - 6 août 1918  | Lieutenant               | Harold Asa Waddington       |
| 6 août 1918 - 3 juillet 1919    | Lieutenant               | David McLernon Collins      |

## Sources
- (en) Page de l'USS Bainbridge sur History.Navy
- (en) Page de l'USS Bainbridge sur NavSource
- (en) Page de l'USS Bainbridge sur Hazegray